# 진경시대의 회화
진경시대란 조선후기문화의 고유색으로 문화절정기의 시대적 구분이다
진경시대는 숙종46년 경종4년 초창기 영조51년 절정기 정조24년 쇠퇴기이다.
우리만의 고유색을 보여주며 김만중의 구운몽, 사씨남정기 등의 우리만의 한글소설이 등장하고 한글가사와 삼연 김창흡선생은 진경시에 대가로서 우리나라 산수의 아름다움을 시로 지었다
동기창은 금강산에 가지 못해서 원통하다고 말할 정도로 금강산에 대한 애착이 있었지만 이전의 우리나라는 관심이 없었다 하지만 우리나라의 산수의 아름다움을 알고 금강산에 애착을 가지기 시작했다.
삼연 김창흡의 제자로 진경시의 대가 사천 이병연과 진경산수화의 대가 겸재 정선이 있다
이둘은 어릴적부터 친구로 지내면서 서로의 시와 그림을 주고 받았다
겸재 정선은 절파와 오파를 적절히 혼용하여 자신만의 독특한 화법을 만들었다 이는 우리나라 산수를 그리기에 매우 적합했다. 그가 그린 금강전도와 관아재 조영석과 같이 나눈 구학첩 등은 진경산수화의 대가임을 보여준다 또한 그가 양천현령 일 때 사천이병연과 나눈 시와 글인 경교명승첩은 서울 교외의 모습을 보여주어서 오늘날의 중요한 자료가 된다. 또한 그가 70의 나이에 그린 친구 사천 이병연의 쾌유를 빌며 그린 비 개인 뒤의 인왕산의 모습을 그린 인왕재색도는 진경산수의 절정을 보여준다.
겸재 정선은 이후 담졸 강희언, 단원 김홍도 등 많은 화가들에 영향을 준다
헌재 심사정은 겸재의 제자로서 북종과 남종화법을 적절히 혼용한 문인화의 대표화가이다.
그와 더불어 호생관 최북은 문인화가로 지두화에 매우 뛰어난다. 또한 능화관 이인상또한 은은한 필묵의 문인화가이다
영조때는 속화,문인화,진경산수를 뒤이어 정조때는 도화서 화원들의 전성시대이다.
그 중 표암 강세황이 있다. 그는 남종화를 받아들여 남종 문인화를 그림으로써 서구의 화법도 받아들였다. 그는 또한 단원 김홍도의 스승이다. 또한 담졸 강희언이 있고 모든 분야에서 뛰어난 단원 김홍도가 있다 그는 표암 강세황의 제자로서 속화,진경산수에 뛰어났다 그의 그림은 음악성이 있고 강하면서 억세며 풍자와 해학이 있다.
공재윤두서가 속화의 씨를 뿌렸다면 관아재 조영석 담졸 강희언 단원 김홍도 혜원 신윤복등 단원 김홍도가 새싹에서 꽃이피는 정점을 찍었다.

## 참고 자료
- 안휘준 (2000) 《한국회화의 이해》